# BMW F 650 ST/Funduro
La F 650 ST et la F 650 Funduro sont des modèles de motocyclette du constructeur bavarois BMW.

## Description
Cette machine symbolise l'ambition de BMW à attirer la jeune clientèle à la marque. Pour cette raison, elle est disponible avec un kit limitant la puissance à 34 chevaux.
Le moteur provient de chez Rotax et développe 48 chevaux. Il est alimenté par deux carburateurs Mikuni montés en tandem. 

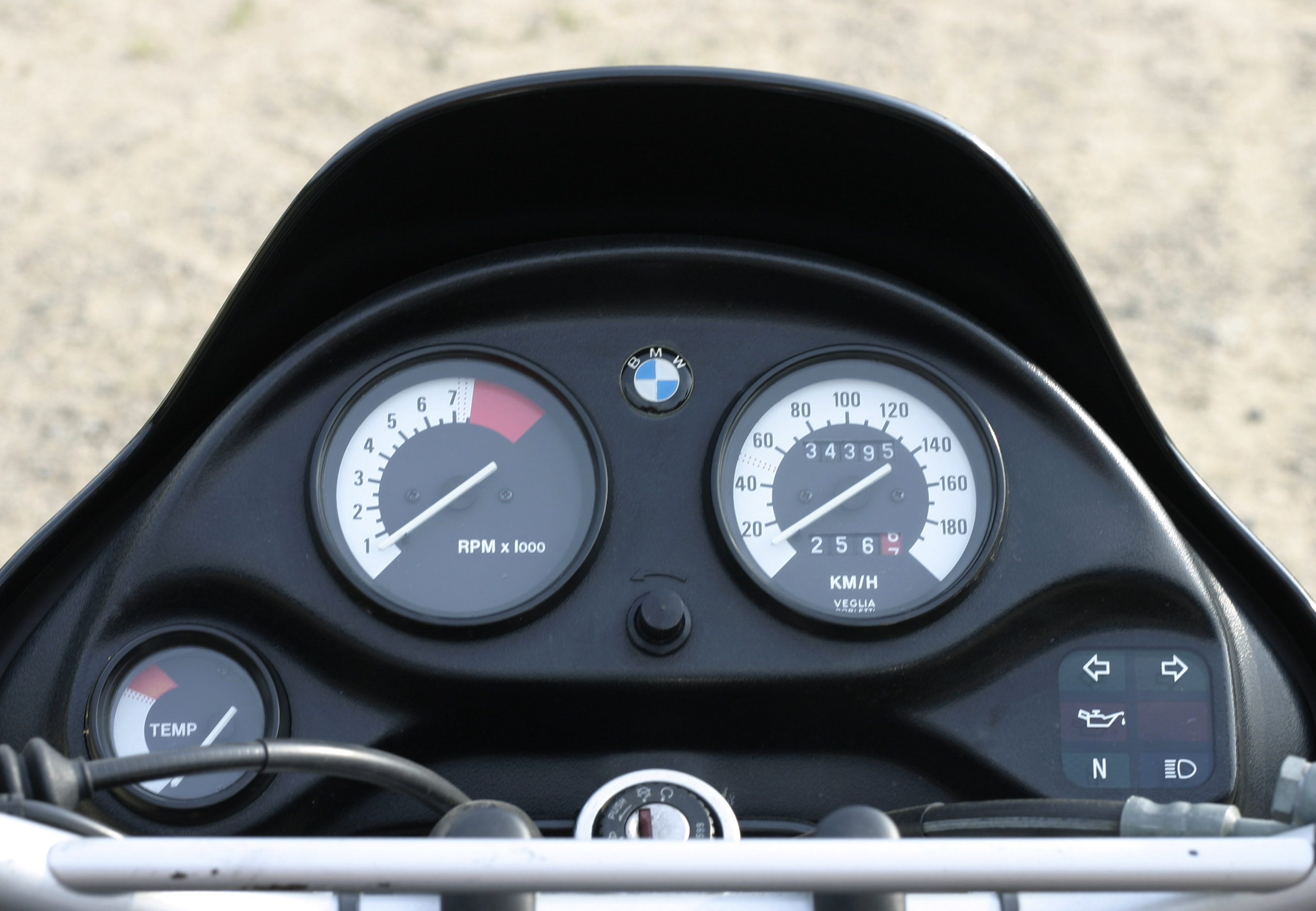
Tableau de bord

La première version de la F 650 sort en 1993 et en deux versions : la Funduro avec une grande bulle et une roue avant de 19 pouces et la ST avec une bulle plus petite et une roue avant de 18 pouces.
Elles étaient toutes les deux vendues à 7 290 €.
Elles sont toutes les deux retirées du catalogue fin 1999.
Poids à vide 179 kg pour les modèles produits à partir de 1998